# 15-я Парковая улица
15-я Па́рковая у́лица — улица в Восточном административном округе города Москвы на территории районов Восточное Измайлово и Северное Измайлово.

## История
Улица получила своё название 18 ноября 1949 года как одна из 16 номерных Парковых улиц, ведущих с севера к Измайловскому парку.

## Расположение
15-я Парковая улица, являясь продолжением Большого Купавенского проезда, проходит от Измайловского проспекта и 16-й Парковой улицы на север, пересекает Нижнюю Первомайскую и Первомайскую улицы, с запада к улице примыкает Средняя Первомайская улица, затем улица пересекает Измайловский и Сиреневый бульвары, поворачивает на северо-запад и проходит до Щёлковского шоссе. Участок от Измайловского проспекта до Сиреневого бульвара расположен на территории района Восточное Измайлово, участок от Сиреневого бульвара до Щёлковского шоссе — на территории района Северное Измайлово. Нумерация домов начинается от Измайловского проспекта.

## Примечательные здания и сооружения
По нечётной стороне:
- № 27 — в советские времена был продуктовый магазин, называли его «Стекляшка». Сейчас спорт-бар, универсам «Пятёрочка».

По чётной стороне:
- № 18, корпус 1 — в первом крыле в советские времена был магазин «Кулинария», потом «Продукты». С ноября 2021 года — пункт выдачи товаров Wildberries.ru, в последнем крыле (со стороны Измайловского бульвара) в советские времена была булочная
- № 20 — с советских времён до 1991 года — магазин «Овощной», с 1991 по 2007 год — магазин продуктов «Хороший», с 2007 по 2014 год — хозяйственный магазин «Завхоз», с 2014 года по настоящее время — магазин «Детское питание»
- № 52, корп. 2 — жилой дом. Здесь жила советский учёный-геодезист Мария Юркина[4].
- № 52А — школа № 349. У здания установлен памятник юнгам военно-морского флота.

## Транспорт

### Автобус
- н15: от  Щелковского шоссе до Сиреневого  бульвара
- 34: от Первомайской улицы до Измайловского бульвара и обратно
- 97: от Щёлковского шоссе до Сиреневого бульвара и обратно
- 257: от Первомайской улицы до Измайловского проспекта и обратно
- 619: по всей длине улицы
- 634: от Измайловского проспекта до Измайловского бульвара и обратно
- 645: от Измайловского проспекта до Измайловского бульвара и обратно
- 664: от Измайловского проспекта до Первомайской улицы и обратно
- 884: от Сиреневого бульвара до Измайловского проспекта и обратно
- 674: от Первомайской улицы до Измайловского проспекта и обратно
- т51: от Измайловского бульвара до Сиреневого бульвара и обратно

### Метро
- Станция метро «Первомайская» Арбатско-Покровской линии — западнее улицы, на пересечении 9-й Парковой улицы с Первомайской улицей и Измайловским бульваром
- Станция метро «Щёлковская» Арбатско-Покровской линии — западнее улицы, на пересечении Щёлковского шоссе с 9-й Парковой и Уральской улицами